# Floriano Bodini
Floriano Bodini (Gemonio, 8 gennaio 1933 – Milano, 2 luglio 2005) è stato uno scultore, incisore e medaglista italiano.

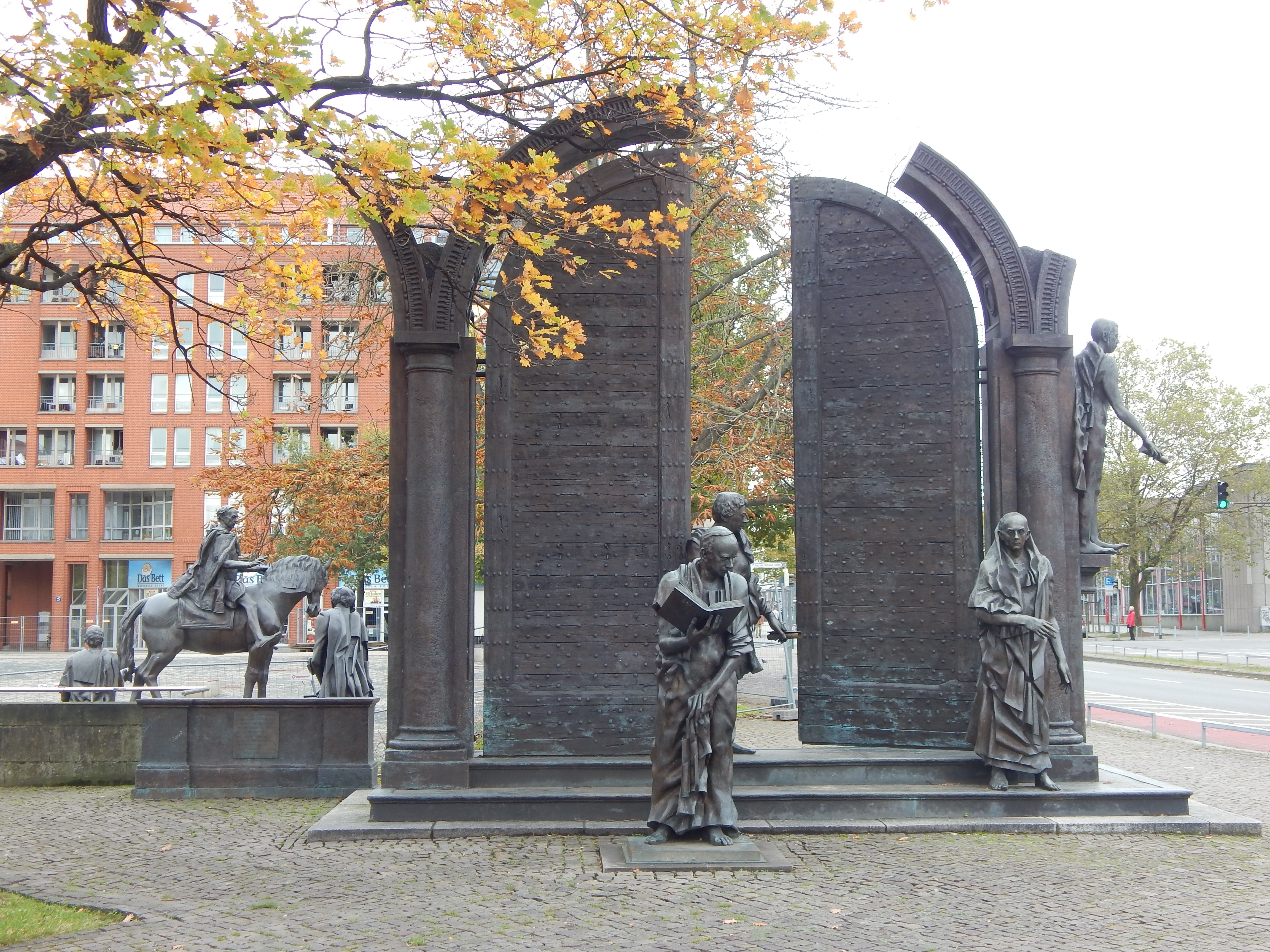
Sette di Gottinga, complesso bronzeo per la piazza del Parlamento di Hannover, (Germania)

È presente con numerose opere in musei e collezioni pubbliche e private e ha realizzato monumenti in vari contesti nazionali e internazionali.

## Biografia
Floriano Bodini nasce l'8 gennaio 1933 a Gemonio, in provincia di Varese, da Ada Mascioni e Antonio Bodini, primo di tre figli. Il nonno materno Virgilio Mascioni, della famiglia degli organari, è pittore e affreschista e avvia il nipote alla passione per l'arte. Nel 1936 la famiglia si trasferisce a Milano dove tornerà nel 1946, dopo il periodo dello sfollamento. Qui, concluso il Liceo Artistico, Bodini viene indirizzato alla scultura da Vitaliano Marchini e frequenta i corsi di Francesco Messina all'Accademia di Brera.
Nella metà degli anni '50, con Giuseppe Banchieri, Mino Ceretti, Gianfranco Ferroni, Giuseppe Guerreschi, Bepi Romagnoni, Tino Vaglieri e Giuseppe Martinelli, fa parte del gruppo milanese di giovani artisti definito Realismo Esistenziale.
La prima personale è alla Galleria Amici delle Arti di Gallarate, con presentazione dell'amico pittore Giuseppe Guerreschi. Espone dal 1952 nelle principali rassegne giovanili internazionali e riceve numerosi premi. Nel 1964, edita dai Quaderni di Imago, viene pubblicata la prima monografia a cura di Luciano Bianciardi e Duilio Morosini, con fotografie di Pepi Merisio.
Nel 1962 è invitato alla XXI Biennale d'arte di Venezia, esponendo sette opere. Nel 1968 espone la scultura "Ritratto di un papa", in legno di cirmolo, alla Galleria Gian Ferrari. L'opera, che suscita un enorme interesse di critica, sarà in seguito collocata nei Musei Vaticani.
Lo scultore ha anche un'intensa attività di grafica, di cui nel 1973 esce il primo catalogo generale "Un diario spietato", di Enzo Fabiani.
Insegna, giovanissimo, al Liceo Artistico a Brera e all'Accademia di belle arti di Carrara, di cui è direttore fino al 1987, mentre dal 1991 al 1994 ne è presidente. Lascia l'insegnamento a Carrara per assumere la cattedra di scultura al Politecnico di Architettura di Darmstadt dal 1987 fino al 1998.
A partire dal 1970, dopo il legno e il bronzo, la sua ricerca si allarga all'uso del marmo, materiale essenziale per il ciclo delle grandi opere pubbliche, che inizierà negli anni '80. Lavora nel suo studio a Milano e nei laboratori di marmo prima di Carrara, poi di Viggiù.
Nel 1982 partecipa alla Biennale di Venezia con una personale alla carriera. Espone continuativamente con personali e collettive in Italia e all'estero.
Nel 1998 il comune di Asti commissiona a Bodini la realizzazione dei due sendalli per la festa del santo patrono san Secondo. Uno dei due, come tradizione, è stato offerto il primo martedì di maggio al patrono ed è conservato nella collegiata del Santo. Il secondo è stato consegnato al vincitore della corsa del Palio, la terza domenica di settembre. Quell'edizione fu vinta dal comune di Castell'Alfero.
Nel 1998 viene inaugurato a Gemonio il Museo civico Floriano Bodini, con un'ampia donazione dell'artista di opere sue e di suoi contemporanei e un'ingente collezione di libri.
Muore a Milano il 2 luglio 2005 e il 2 novembre 2007 Milano gli conferisce l'onore del Famedio al cimitero monumentale quale cittadino che è entrato a fare parte della storia della città.

## Opere monumentali
- il monumento in marmo a Publio Virgilio Marone (Brindisi),
- il monumento in bronzo a Paolo VI (Sacro Monte di Varese),
- il monumento in marmo di Candoglia a Paolo VI (duomo di Milano),
- l'altare maggiore della Basilica di San Vittore (Varese),
- il monumento al cardinale Ferrari nel duomo di Parma,
- il monumento in marmo ai Caduti sul lavoro della città di Carrara,
- l'altare maggiore del Santuario dell'Addolorata (Rho),
- l'altare delle Grotte Vaticane a San Pietro (Roma),
- il volo di colombe in bronzo per la sede Agip di San Donato Milanese,
- il monumento a Stradivari a Cremona,
- il complesso bronzeo dei Sette di Gottinga per la piazza del Parlamento di Hannover (Germania),
- la porta santa per la basilica di San Giovanni in Laterano (Roma),
- l'altare dell'eucaristia a San Giovanni Rotondo nel complesso architettonico di Renzo Piano,
- il monumento a Paolo VI nell'Aula Nervi in Vaticano.
- l'altare maggiore e il battistero, ultima opera dell'artista, nella chiesa parrocchiale di Rovello Porro (CO).
- l'altare maggiore e il pulpito del santuario della Santa Casa a Loreto (AN).
- il monumento in marmo a santa Brigida di Svezia in una nicchia della basilica di San Pietro in Vaticano.

### Maestro del Palio di Asti
Nel 1998, il comune di Asti, ha commissionato a Bodini, la realizzazione dei due sendalli per la festa del santo patrono san Secondo.

Uno dei due, come tradizione, è stato offerto il primo martedì di maggio al patrono ed è conservato nella collegiata del Santo.

Il secondo è stato consegnato al vincitore della corsa del Palio, la terza domenica di settembre. Quell'edizione fu vinta dal comune di Castell'Alfero.
Nel 1999 il Soroptimist International Club di Asti ha commissionato la Pergamena d'Autore, tradizionale premio conferito al partecipante del Palio di Asti che meglio ha figurato durante la sfilata del corteo storico. L'opera denominata Bozzetto, una tecnica mista 25x35 è stata assegnata al Borgo Don Bosco.